# Campiglossa aeneostriata
Campiglossa aeneostriata este o specie de muște din genul Campiglossa, familia Tephritidae. A fost descrisă pentru prima dată de Munro în anul 1935. Conform Catalogue of Life specia Campiglossa aeneostriata nu are subspecii cunoscute.